# 발창
발창(언어 오류(gom): बाल्चांव) 또는 발샹(포르투갈어: balchão)은 고아의 매운 음식이다. 새우나 생선, 돼지고기를 레차도 마살로라 불리는 붉은 고추 소스에 조리해 만든다. 과거에는 부식으로 내는 맵고 짠 저장 음식이었으나, 현대에는 덜 맵고 덜 짜게 만들어 주요리로 내기도 한다. 쌀밥과 함께 먹는다.

## 이름
콘칸어 "발창(बाल्चांव)"과 포르투갈어 "발샹(balchão)"의 유래는 명확하지 않으나, "새우장"을 뜻하는 말레이어 "블라찬(belacan)" 또는 마카오어 "발리샹(balichão)"에서 유래했다고 추정된다. 마카오어 "발리샹"의 어원 또한 말레이어 "블라찬"으로 추정된다.

## 만들기
새우나 생선, 돼지고기는 소금과 강황가루로 양념해 재어 뒀다가, 기름을 넉넉히 두르고 튀기듯 볶는다. 새우나 생선, 돼지고기를 볶았던 기름에 마늘, 양파와 레차도 마살로(고추 양념)을 볶는다. 커리나무 잎이나 생강을 함께 볶기도 한다. 양념이 익으면 빼두었던 새우나 생선, 돼지고기를 다시 넣고, 식초(주로 야자식초)를 부어 졸인다. 덜 맵게 만들 때는 토마토 퓌레나 건새우가루를 넣기도 한다.

## 사진

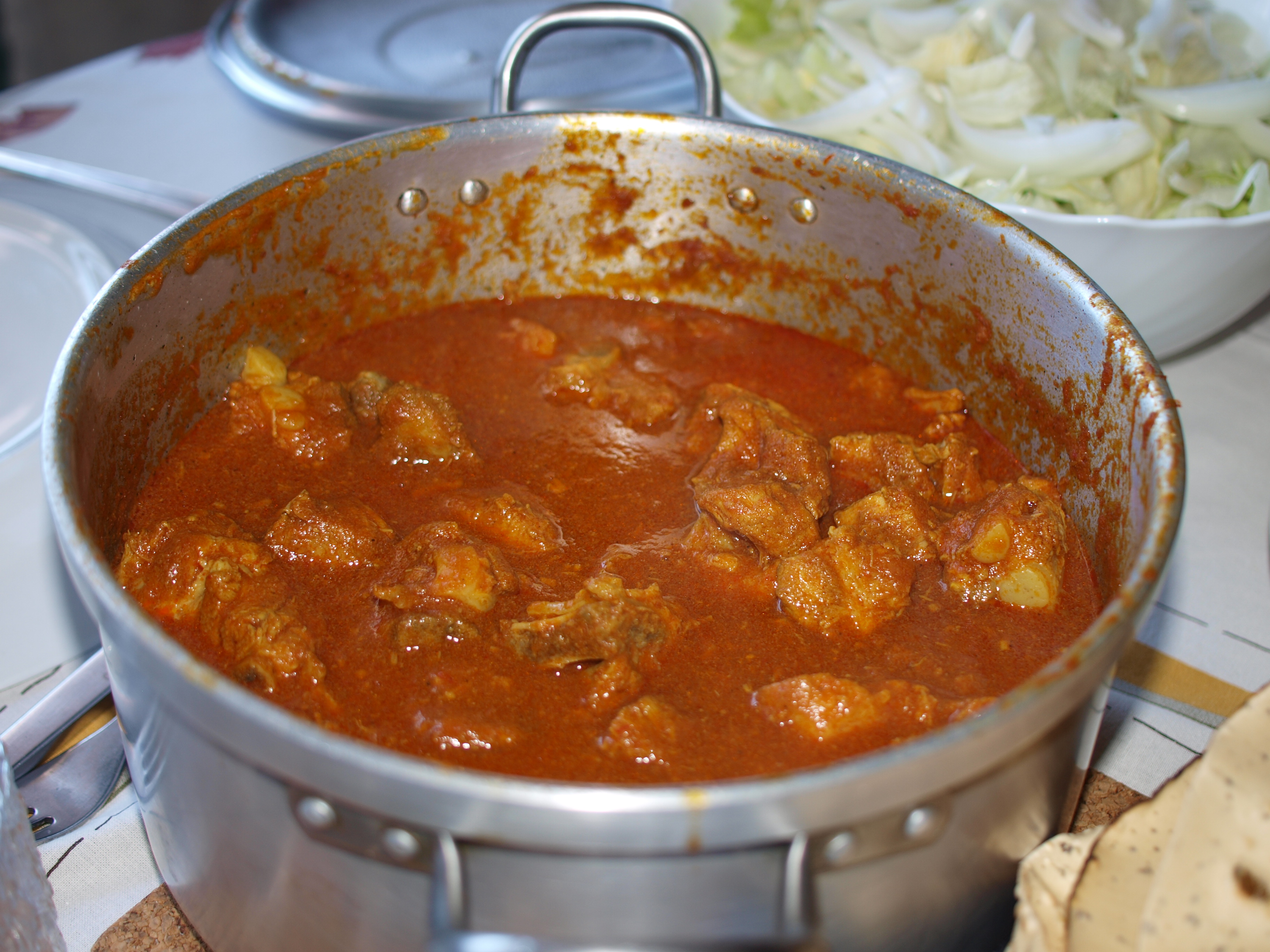
돼지고기 발창

## 같이 보기
- 빈달루